# 聖路易區 (利馬省)

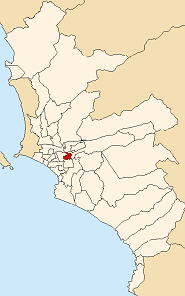

聖路易區（西班牙語：Distrito de San Luis），是秘魯的一個區，位於該國西部利馬大區的利馬省，始建於1968年5月30日，面積3.49平方公里，海拔高度175米，2005年人口46,258，人口密度每平方公里13,000人。